# Атаманенко, Алекс
Алекс Атаманенко (англ. Alex Atamanenko; род. 1945) — канадский политик, учитель-пенсионер.
Член Новой демократической партии Канады. Бывший депутат 40-го и 41-го созыва Палаты общин Канады.

## Биография
Родился 24 января 1945 года в Нью-Уэстминстере, Британская Колумбия, Канада.
Получил образование в университете Британской Колумбии и в университете Торонто. Владеет русским, французским и английским языками.
Работал в индустрии отдыха и физического воспитания. Также работал внештатным переводчиком.
Является инструктором клуба по каратэ в городе Каслгар, где проживает в настоящее время..